# 16 Pułk Huzarów (austro-węgierski)

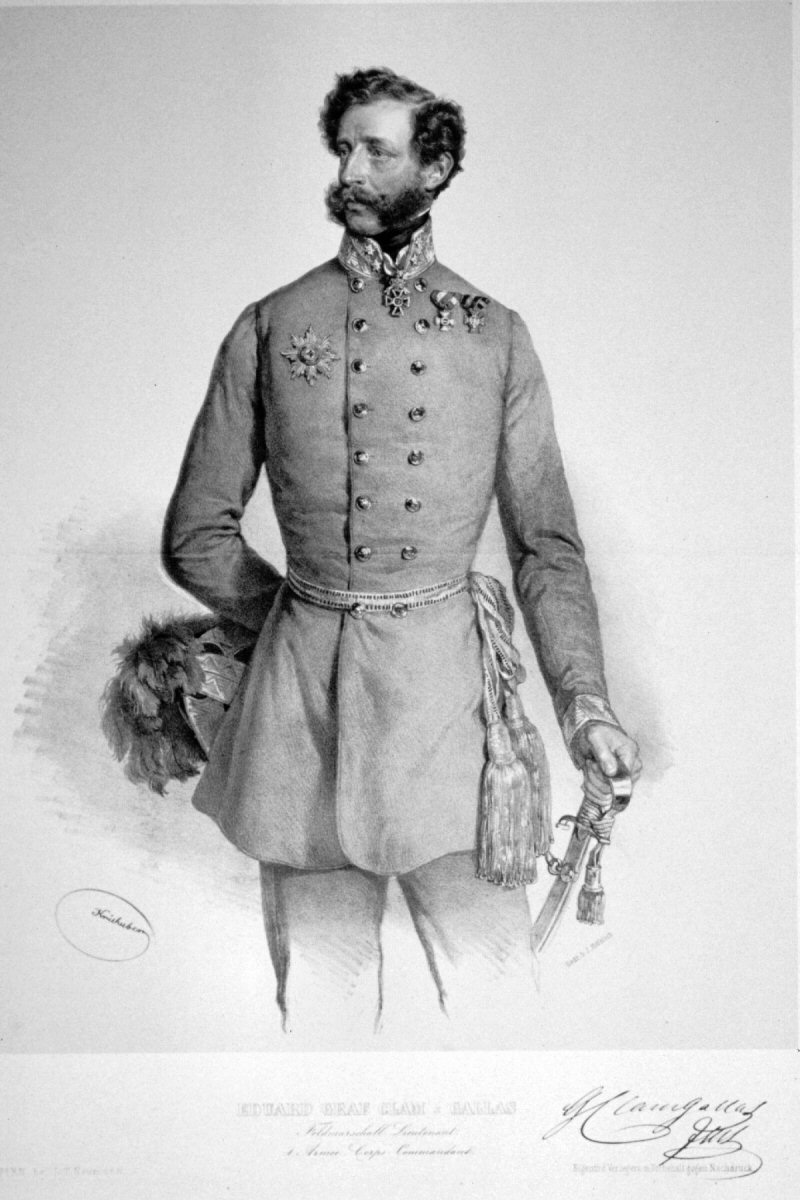
Szef pułku Eduard Clam-Gallas

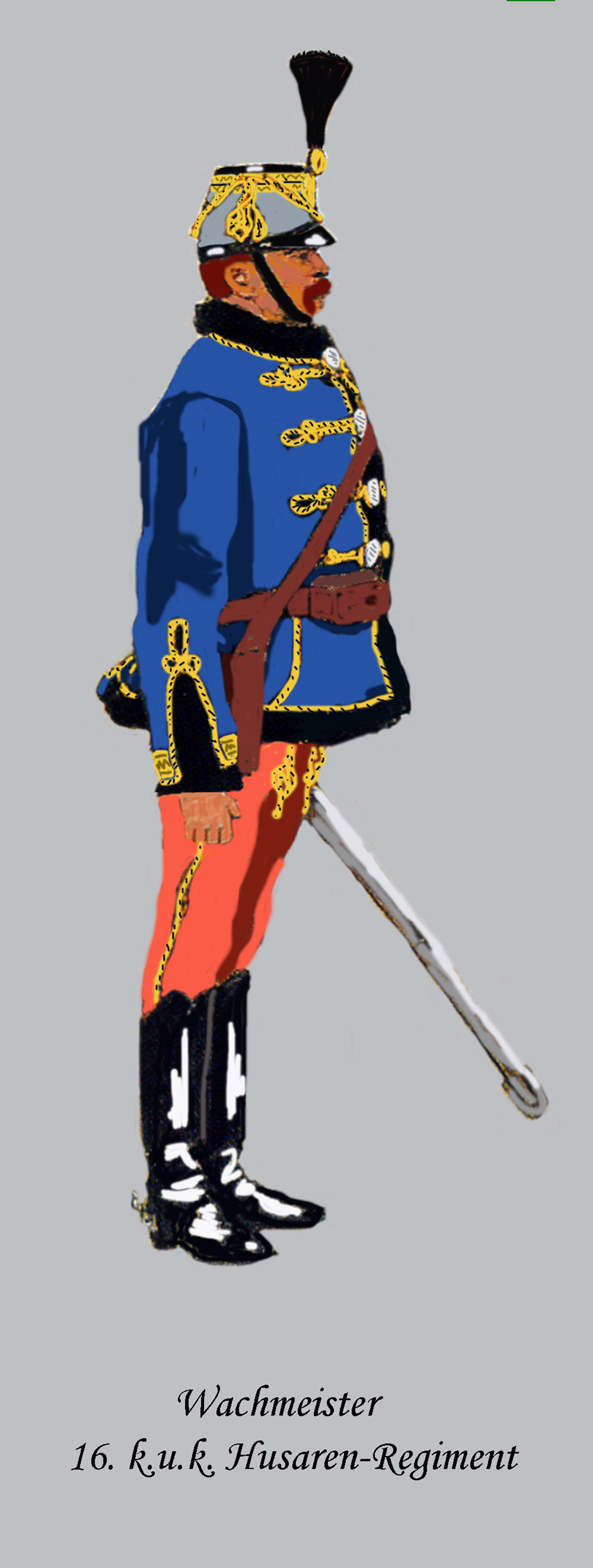
Wachmistrz HR. 16

Pułk Huzarów Grafa Üxküll-Gyllenbanda Nr 16 (HR. 16) – pułk kawalerii cesarskiej i królewskiej Armii.
Pełna nazwa niemiecka: Husarenregiment Graf Üxküll-Gyllenband Nr 16.

## Historia pułku
Oddział został sformowany w 1798 roku, jako 13. Regimant Dragonów. W 1851 roku został przemianowany na Pułk Ułanów Nr 10, a 1 października 1873 roku na Pułk Huzarów Nr 16.
Kolejnymi szefami pułku byli:
- FML Ladislaus von Wrbna und Freudenthal (1845 – †21 XII 1849),
- generał kawalerii Eduard Clam-Gallas (od 1850),
- generał kawalerii Alexander August Rudolf Leopold Friedrich Graf Üxküll-Gyllenbrand (1891 – †13 VII 1915)[2].

Pułk był uzupełniany na terytorium 7 Korpusu.
Swoje święto pułk obchodził 6 lipca w rocznicę bitwy pod Wagram stoczonej w 1809 roku.
Do 1908 roku pułk stacjonował w Budapeszcie na terytorium 4 Korpusu i wchodził w skład 4 Brygady Kawalerii, natomiast kadra zapasowa pozostawała w Debreczynie, na terytorium 7 Korpusu.
W latach 1908–1914 pułk stacjonował na terytorium 3 Korpusu (komenda w Mariborze, niem. Marburg, 1. dywizjon w Grazu, 2. dywizjon w Radkersburgu), a kadra zapasowa w Debreczynie (7 Korpus). Pułk wchodził w skład 3 Brygady Kawalerii.
Żołnierze nosili attylę jasnoniebieską, a guzy do pętlic („oliwki”) były srebrne.

## Organizacja pokojowa pułku
- Komenda
- pluton pionierów
- patrol telegraficzny
- kadra zapasowa
- 1. dywizjon
- 2. dywizjon

W skład każdego dywizjonu wchodziły trzy szwadrony liczące 117 dragonów. Stan etatowy pułku liczył 37 oficerów oraz 874 podoficerów i żołnierzy.

## Komendanci pułku
- płk Leopold von Hauer ( – 1906 → komendant 13. KBrig.)
- płk Albert Cappy (1906 – 1910)
- ppłk / płk Friedrich von Cnobloch (1910 – 1914[2])